# Mnoholetí
Mnoholetí (rusky Многолетие, многолетствование, či полихрония z řeckého Πολυχρόνιον/polychronion) je slavnostní zvolání duchovního: „многая лета!“ po skončení pravoslavné liturgie. Jeho účelem je přání „mnohých a blahých let“ života, například při životním jubileu některého z chrámových duchovních, či zpívajících.
V Ruské pravoslavné církvi se mnoholetí zpívá v chrámech také při návštěvě patriarchy, eparchiálního archijereje, představenému monastýru (kláštera).

## Text a forma písně
Oslavná píseň Mnoholetí se v pravoslavných chrámech obvykle zpívá ve čtyřhlasé úpravě. Obvykle má formu zvolání diákona: „Многая лета“ („Mnogaja lěta“) nebo „Na mnogaja i blagaja lěta!“ (s postupným zesilováním hlasu a zvyšováním intonace), načež sbor odpovídá trojnásobným „Многая лета“. Podle pravidel typikonu se mnoholetí zpívá po propuštění slavnostní jitřní liturgie. 
Text je prostý: zpívá se celkem devětkrát (v každé sloce třikrát) text „Mnogaja lěta“ a ta se třikrát opakuje. Úvodní sloka se obvykle zpívá rychleji a hlasitěji, druhá sloka pomalu poněkud slaběji a třetí, závěrečná sloka, opět rychleji, avšak slavnostně, často s prodlouženým závěrem. Záleží ovšem na konkrétním provedení sbormistra.